# کریستیانی (پروانه)
 کریستیانی (نام علمی: Delias kristianiae) گونه‌ای کمیاب از پروانه است که در تیره کاهی‌بالان و سرده هاشوربالان قرار دارد. نام علمی این گونه از همسر (Kristiani Herawati) رئیس‌جمهور اندونزی (Susilo Bambang Yudhoyono) گرفته شده‌است.